# John Beach
Der John Beach ist ein Strand an der Südküste der Livingston-Insel im Archipel der Südlichen Shetlandinseln. Er liegt auf der Westseite der Einfahrt zur Walker Bay.
Der britische Robbenjäger Robert Fildes (1793–1827) kartierte ihn während seiner Fahrt zu den Südlichen Shetlandinseln zwischen 1820 und 1822 und gab ihm den Namen Black Point. Das UK Antarctic Place-Names Committee verwarf diese Benennung, da es ein Objekt selben Namens auf der Livingston-Insel bereits gab. Namensgeber der heute gültigen Benennung ist die als Robbenfänger eingesetzte britische Schnau John aus London, die in zwei Sommerkampagnen zwischen 1820 und 1822 in den Gewässern um die Südlichen Shetlandinseln operierte.